# Драгунський Давид Абрамович
Драгу́нський Дави́д Абра́мович (нар. 2 (15) лютого 1910 — пом. 12 жовтня 1992) — радянський військовик, генерал-полковник танкових військ (1970). Двічі Герой Радянського Союзу (1944, 1945). Член Центральної Ревізійної Комісії КПРС у 1971—1990 роках.

## Біографія
Народився 2 (15) лютого 1910 року в селі Святськ (теперішня територія Новозибковського району Брянської області) в багатодітній родині ремісника. Єврей. Член ВКП(б) з 1931 року.
Після закінчення школи в Новозибкові направлений на будівництво у Москву, де працював чорноробом, землекопом, помічником слюсаря, слюсарем тресту «Мосбуд». У 19-річному віці був обраний депутатом Червонопресненської райради м. Москва.
У 1931 році направлений в село Ахматово Калінінської області для участі в колективізації. Завідував хатою-читальнею, був головою сільської ради, інструктором райкому партії.
До лав РСЧА призваний у лютому 1933 року. У 1936 році закінчив Саратовську бронетанкову школу й направлений командиром танкового взводу 32-го окремого танкового батальйону 32-ї стрілецької дивізії Окремої Червонопрапорної Далекосхідної армії. З вересня 1937 року — командир танкової роти того ж батальйону.
У 1938 році брав участь в боях біля озера Хасан, за що був нагороджений орденом Червоного Прапора.
На початку 1939 року стає слухачем Військової академії імені М. Фрунзе.
Початок Німецько-радянської війни старший лейтенант Д. Драгунський зустрів у фортеці Осовець, де, як слухач академії, проходив стажування в складі 2-ї Білоруської дивізії.
21 липня 1941 року отримав призначення танкового батальйону 242-ї стрілецької дивізії Західного фронту. Брав участь у боях під Смоленськом, де потрапив в оточення. У вересні 1941 року призначений начальником оперативного відділення штабу 242-ї стрілецької дивізії, а після виходу з оточення — начальником розвідки оперативної групи генерала Хоруженка.
У листопаді 1941 року зарахований слухачем Академії Генштабу й у квітні 1942 року закінчив її прискорений курс. Перебував у розпорядженні Маршала Радянського Союзу С. М. Будьонного.
З червня 1942 року — старший помічник начальника оперативного управління Північно-Кавказького напрямку, з липня 1942 року — начальник розвідувального відділу штабу автобронетанкового управління Чорноморської групи військ Закавказького фронту.
У жовтні 1942 року підполковник Д. Драгунський призначений начальником розвідки 3-го механізованого корпусу Калінінського фронту. З листопада 1942 року — начальник штабу 1-ї механізованої бригади цього корпусу. Брав участь в Курській битві. 11 серпня 1943 року був поранений.
21 жовтня 1943 року підполковник Д. Драгунський призначений командиром 55-ї гвардійської танкової бригади 7-го гвардійського танкового корпусу 3-ї гвардійської танкової армії 1-го Українського фронту. Бригада особливо відзначилась при визволенні Василькова (за що отримала почесне найменування «Васильківська»), Києва та Правобережної України.
9 грудня 1943 року в жорстокому бою поблизу міста Малин Житомирської області був важко поранений. Тривалий час перебував у шпиталі. Полковник (25.04.1944).
25 липня 1944 року гвардії полковник Д. Драгунський знов командує 55-ю гвардійською танковою бригадою. Танкісти Драгунського беруть участь в боях за Городок і Львів.
В ході Львівсько-Сандомирської наступальної операції військ 1-го Українського фронту танкісти Драгунського вийшли на беріг річки Вісла, з ходу на підручних засобах форсували її та захопили плацдарм на лівому березі. Згодом цей плацдарм став відомий, як Сандомирський плацдарм.
На заключному етапі війни брав участь у Берлінській та Празькій операціях.
Учасник Параду Перемоги на Красній площі в Москві 24 червня 1945 року.
Після війни командував танковим полком. У 1949 році закінчив Вищу військову академію імені К. Є. Ворошилова, отримав військове звання «генерал-майор танкових військ».
У 1957—1960 роках — командир танкової дивізії. Згодом обіймав посади першого заступника командуючого армією, командуючий 7-ю гвардійською армією.
У 1965—1969 роках — 1-й заступник командуючого військами Закавказького ВО.
У 1969—1985 роках — начальник Вищих офіцерських курсів «Постріл».
У 1970 році Д. А. Драгунському присвоєне військове звання «генерал-полковник танкових військ».
З 1983 року — голова Антисіоністського комітету радянської громадськості.
З жовтня 1985 року — в групі Генеральних інспекторів Міністерства Оборони СРСР.
У листопад 1987 року вийшов у відставку.
Помер 12 жовтня 1992 року. Похований на Новодівочому цвинтарі в Москві.

## Нагороди
Указом Президії Верховної Ради СРСР від 23 вересня 1944 року за героїзм і військову майстерність, виявлені під час форсування річки Вісла, захоплення та утримання Сандомирського плацдарму, гвардії полковник Драгунський Давид Абрамович удостоєний звання Героя Радянського Союзу з врученням ордена Леніна і медалі «Золота Зірка» (№ 4658).
Указом Президії Верховної Ради СРСР від 31 травня 1945 року за вміле керівництво діями танкової бригади під час штурму Берліна і виявлені при цьому мужність і відвагу, а також стрімкий марш-кидок до Праги, гвардії полковник Драгунський Давид Абрамович нагороджений другою медаллю «Золота Зірка» (№ 50/II).
Нагороджений двома орденами Леніна, орденом Жовтневої Революції, чотирма орденами Червоного Прапора, орденами Суворова 2-го ступеня, Вітчизняної війни 1-го ступеня, Дружби народів, «За службу Батьківщині в Збройних Силах СРСР» 3-го ступеня, двома орденами Червоної Зірки й медалями. Також має низку нагород іноземних держав.
Почесний громадянин міста Новозибков Брянської області (1975).

## Твори
- Драгунский Д. А. Годы в броне. — М.: Воениздат, 1983. [Архівовано 20 лютого 2013 у Wayback Machine.]

## Пам'ять
Бронзове погруддя Д. А. Драгунського, встановлене у рідному селі Святськ, у 1995 році перенесене до скверу Бойової Слави міста Новозибков Брянської області.
Ім'ям Д. А. Драгунського названо вулицю в місті Солнечногорську Московської області.